# 醋托啡
醋托啡（acetorphine）是一种镇痛剂药物，其药效大概等于同质量吗啡的8700倍。